# Hrabstwo Murray (Oklahoma)

Piramida wieku mieszkańców hrabstwa Murray

McIntosh – hrabstwo w stanie Oklahoma w USA. Założone 1907 roku. Populacja liczy 13 488 mieszkańców (stan według spisu z 2010 roku).
Powierzchnia hrabstwa to 1101 km² (w tym 18 km² stanowią wody). Gęstość zaludnienia wynosi 12,5 osoby/km².
Nazwa hrabstwa pochodzi od nazwiska Williama H. Murraya, jednego z gubernatorów stanu Oklahoma.

## Miasta
- Davis
- Dougherty
- Hickory
- Sulphur